# Christoph Derron
Christoph Derron (* 1944 in Solothurn) ist ein Schweizer Grafiker und Autor. Der gelernte Goldschmied erlernte den Beruf des Grafikers auf dem zweiten Bildungsweg. Bekannt wurde er durch seine langjährige Mitarbeit beim Schülermagazin Spick unter der Leitung von Otmar Bucher.

## Werke
- Geheimnisse auf Schloss Augenspuk, Carlsen Verlag. Text von Anna Bähler, Illustration von Christoph Derron. ISBN 978-3-551-35459-4